# Hans Schrenk
Hans Schrenk (* 24. Dezember 1897 in Hojná Voda; † unbekannt) war ein nationalsozialistischer Kreisleiter im Kreis Scheibbs.

## Leben
Schrenk war der Sohn von Johann und Katharina Schrenk. Nach seiner Maurerlehre absolvierte er im Ersten Weltkrieg den Frontdienst in einer Pioniereinheit. Seit 1924 war sein ständiger Wohnsitz in Gaming, wo er nach seiner Beschäftigung in einem Bergbaubetrieb ab 1926 einen Gemischtwarenhandel und später eine Geflügelzucht betrieb.
Zum 1. Februar 1933 trat er der NSDAP (Mitgliedsnummer 1.517.555) sowie der SA bei. Im Herbst 1933 wurde er illegaler Ortsgruppenleiter in Gaming. Nach einem Anschlag auf Telefon- und Telegraphenleitungen 1934 wurde er zu fünf Jahren schweren Kerkers verurteilt, 1936 jedoch aus der Haft entlassen. Er galt als alter Kämpfer und war Blutordenträger. 1938 trat Hans Schenkk der SS bei (SS-Nummer 301.304). 1944 wurde er zum SS-Untersturmführer befördert. Ende 1938 wurde er zum Kreiskassenleiter und 1940 zum kommissarischen Kreisleiter des Kreises Scheibbs ernannt. Die definitive Ernennung erfolgte am 20. April 1944.
Hans Schrenk wurde am 8. Dezember 1945 in Liezen verhaftet, wohin er nach dem Kriegsende geflohen war. 1948 wurde er zu einer 15-jährigen Kerkerstrafe wegen Mordes sowie Vergegen nach dem Kriegsverbrechergesetz verurteilt. 1953 wurde er vom Bundespräsidenten begnadigt.